# کلیتورپس
longitudeکلیتورپسlatitudeکلیتورپس
کلیتورپس (به انگلیسی: Cleethorpes) یک شهرک و folly در بریتانیا است که در انگلستان واقع شده‌است.

## خصوصیات
کلیتورپس ۳۹٬۵۰۵ نفر جمعیت دارد.

## خواهرخوانده
شهر کونیگزوینتر خواهرخواندهٔ کلیتورپس هست.